# Vychhorod
Vychhorod (en ukrainien : Вишгород) est une ville de l'oblast de Kiev, en Ukraine ( Prononcé 'Viche-Gorode' : La ville du Souhait). Sa population s'élevait à 33 000 habitants en 2023.

## Géographie
Vychhorod est située à l'extrémité méridionale du réservoir de Kiev, sur la rive droite du Dniepr, près de l'embouchure de son affluent gauche, la Desna. Elle se trouve à 17 km au nord de Kiev.

## Histoire
La première mention historique de Vychhorod, dont le nom signifie littéralement « la ville en amont », remonte à 946. Elle était alors la résidence favorite de sainte Olga. Vychhorod est également mentionnés dans De Administrando Imperio, rédigé par l'empereur byzantin Constantin VII, vers 950. Elle était le château fort et la résidence des rois de la Rus' de Kiev, sur le Dniepr, jusqu'à sa mise à sac par les Mongols en 1240. C'est là que Vladimir le Grand entretenait un harem de 300 concubines. Après l'invasion mongole, la localité est mentionnée en 1523, mais ce n'est plus alors qu'un pauvre village.
Vychhorod s'est considérablement développée après la construction de la centrale hydroélectrique et du réservoir de Kiev, achevés en 1966. Elle accéda au statut de commune urbaine en 1962 et à celui de ville en 1968.

## Patrimoine

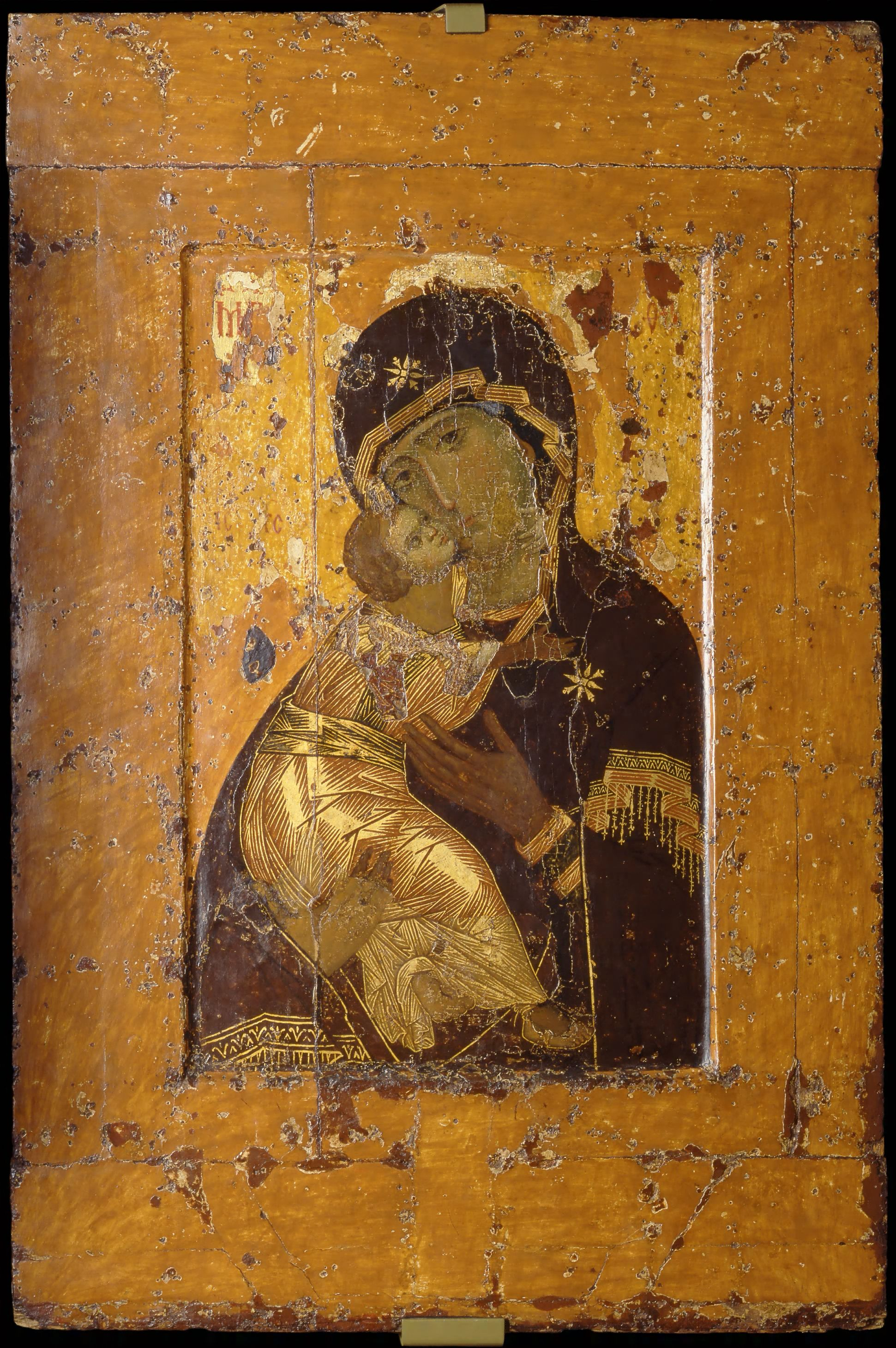
Notre Dame de Vladimir Galerie Tretiakov

Vers 1131, le patriarche de Constantinople envoya l'icône Notre-Dame de Vladimir comme cadeau au grand-duc Iouri Dolgorouki de Kiev. Objet de la convoitise du fils de Iouri, l'icône fut placée dans le monastère Mejihirski à Vichgorod (Vychhorod) jusqu'à ce qu'Andreï Bogolioubski la porte dans sa ville préférée, Vladimir, en 1155.

La ville ancienne a été fouillée en 1934-1937 et en 1947. On trouva en particulier dans le sous-sol huit piliers de l'église Saint-Basile, fondée par Vladimir le Grand, et nommée d'après son saint patron. Comme l'église était l'une des plus importantes de la Rus', il fallut vingt ans pour la terminer. Avant l'invasion mongole, l'église abritait les reliques des premiers saints slaves d'orient, Boris et Gleb, mais leur sort demeure un mystère. Le monastère de l'ancienne armée cosaque, le monastère Mejyhirskyï, est situé près de la ville.

## Population
Recensements (*) ou estimations de la population :
| 1970*  | 1979*  | 1989*  | 2001*  |
| ------ | ------ | ------ | ------ |
| 11 159 | 13 969 | 20 628 | 22 933 |

| 2010   | 2011   | 2012   | 2013   |
| ------ | ------ | ------ | ------ |
| 25 523 | 25 694 | 26 198 | 26 536 |

## Économie
Elle est le siège de Ukrhydroenergo qui exploite aussi la centrale hydroélectrique de Kiev et la centrale de pompage-turbinage de Kiev, une usine opérée par Henkel entre autres.

## Personnalités liées à la ville
Personnalités nées à Vychhorod :
- Rodion Luka (né en 1972), skipper ukrainien.

Personnalités mortes à Vychhorod :
- Iaroslav le Sage (978-1054), grand-prince de Kiev de 1016 à 1018, puis de 1019 à 1024, et de 1024 à 1054 ;
- Vsevolod Ier (1030-1093), fils du précédent, grand-prince de Kiev de 1078 à 1093 ;
- Sviatopolk II (1050-1113), neveu du précédent, grand-prince de Kiev de 1093 à 1113 ;
- Vsevolod II (1094-1146), petit-cousin du précédent, grand-prince de Kiev de 1139 à 1146.